# Screeching Weasel
Screeching Weasel est un groupe de punk rock américain, originaire de Chicago, dans l'Illinois. Il est formé en 1986 par Ben Weasel et John Jughead. Le groupe gagne en importance au début des années 1990 après avoir signé sur Lookout! Records, un label de la baie de San Francisco. Beaucoup de groupes de pop punk ou power pop font référence à Screeching Weasel, comme Green Day, Blink-182, et All-American Rejects.
Après Weasel et Jughead, qui ont tout le long fait partie du groupe, les deux membres les plus importants étaient Danny Vapid à la guitare et à la basse et Dan Panic à la batterie. Cependant, dès sa formation, le groupe connait beaucoup de changements, incluant parfois des musiciens connus, comme Mike Dirnt et Mass Giorgini,.

## Biographie

### Débuts (1986-1989)
En 1986, deux adolescents de Chicago, Ben Foster et John Pierson, eurent envie de créer un groupe après avoir vu les Ramones en concert,. Foster (à la basse et au chant) changea son nom en Ben Weasel, alors que Pierson (à la guitare) décidait de s'appeler dorénavant John Jughead. Le duo recruta un batteur qui rejoint le groupe sous le pseudonyme de Steve Cheese.
Le groupe se nomme initialement All-Night Garage Sale, puis change son nom en Screeching Weasel, la variante d'un nom qu'un ami leur avait suggéré, Screaming Otter (en référence à un t-shirt avec écrit, I've got a screaming otter in my pants!). Peu de temps après la formation du groupe, Ben Weasel décide qu'il lui était trop difficile de jouer de la basse et de chanter en même temps, donc Vinnie Bovine (alias Vince Vogel) rejoint le groupe en tant que bassiste. Le groupe enregistra son premier album, Screeching Weasel,  en une nuit (pour 200 $), et il sort sur le label de Chicago Underdog Records en 1987.
En 1988, Vinnie Bovine est renvoyé du groupe, et est remplacé par Warren Fischer, plus connu sous le nom de Fish. Le groupe enregistra son deuxième album, Boogadaboogadaboogada!, avec Ben à la deuxième guitare (il déclare plus tard n'avoir joué que sur ¼ des chansons seulement)), et se fait un nom en faisant la première partie des concerts de Operation Ivy au 924 Gilman Street. Steve Cheese est renvoyé du groupe peu de temps après l'enregistrement à cause de son refus de jouer en dehors de Chicago, et fut remplacé par Brian Vermin. Boogadaboogadaboogada! sort à la fin de l'année 1988 sur Roadkill Records, un label en partie dirigé par Ben et Jughead.
Après ce que Weasel qualifie de tournée « désastreuse », Fish abandonna et fut remplacé par Dan Schafer, à l'origine surnommé Sewercap, et qui est plus tard renommé Danny Vapid. Les nouveaux membres du groupe enregistrèrent un EP intitulé Punkhouse pour Limited Potential Records peu de temps après.  Le groupe finit par enregistrer deux chansons de plus en 1989 qui  se retrouvèrent sur des compilations (Un second guitariste, Douglas Ward, joue sur ces enregistrements. Il se joignait aussi au groupe lors de concerts), mais se sépare, quand Vermin et Vapid veulent quitter le groupe pour se concentrer sur leur projet parallèle, Sludgeworth.

### Premier retour (1991-1994)
Après la séparation, Weasel et Jughead forment un nouveau groupe, The Gore Gore Girls, et Ben joue brièvement avec The Vindictives. En 1991, les membres de Screeching Weasel se réunissent pour faire un dernier concert, et ainsi rembourser les dettes que le groupe avait contractées depuis l'enregistrement de Boogadaboogadaboogada!. Le groupe est alors composé de Ben, Jughead, Vapid, Vermin, et Ward. Après le concert, Dan Vapid suggère de reformer Screeching Weasel. Tous sont d'accord à l'exception de Brian Vermin et Douglas Ward (qui, apparemment, ne fut pas invité).  Pour remplacer Vermin, le batteur Dan Panic (de son vrai nom Dan Sullivan) est engagé. Avant d'enregistrer leur album suivant, My Brain Hurts (pour Lookout! Records), Ben Weasel décide qu'il voulait se concentrer sur le chant et qu'il ne jouerait plus de guitare dans le groupe. Vapid passe alors de la basse à la guitare, et l'ancien bassiste des Gore Gore Girls, Dave Naked, rejoint le groupe. Les sessions d'enregistrement pour l'album engendrent aussi l'EP  Pervo-Devo.
Après avoir enregistré My Brain Hurts, Dave Naked est renvoyé du groupe et Scott « Gub » Conway, l'ancien bassiste de Panic, est engagé en tant que bassiste pour la tournée. Après celle-ci, Johnny Personality de The Vindictives devint le bassiste du groupe, car Gub avait été engagé dans un autre groupe. À la fin de l'année 1992, le groupe avait enregistré Wiggle. Johnny Personality quitta alors le groupe pour se concentrer sur The Vindictives. Au lieu d'engager un nouveau membre, Weasel se remit à la guitare, et Vapid à la basse. On propose alors au groupe d'enregistrer une reprise d'un album entier des Ramones, puis sort l'album Anthem for a New Tomorrow. Peu de temps après la sortie de l'album, Ben décide de ne plus jouer en direct, et Vapid abandonne après s'être disputé avec le reste du groupe. Screeching Weasel recrute alors le bassiste de Green Day, Mike Dirnt, pour enregistrer ce qui avait pour objectif d'être le dernier album. Après la sortie en 1994 de How to Make Enemies and Irritate People, le groupe se sépare pour la deuxième fois.

### Deuxième retour (1996-2001)
Après la deuxième séparation, Weasel, Vapid, et Panic créèrent le groupe The Riverdales, et gagnent en notoriété en accompagnant Green Day en tournée. En 1996, ils se joignent à Jughead, et enregistrent un nouvel album de Screeching Weasel, Bark Like a Dog, pour le label de Fat Mike, Fat Wreck Chords. L'album atteint la 34e place au classement du magazine Billboard, devenant ainsi l'album le mieux classé du groupe. Pourtant, Vapid et Panic quittèrent le groupe après l'enregistrement et Weasel et Jughead décidèrent de continuer sans eux, engageant Mass Giorgini (qui avait autrefois été le producteur du groupe), et le batteur Dan Lumley. Weasel décida à nouveau de ne plus jouer de guitare et le guitariste Zac Damon fut ajouté au groupe.
En 1998, cette nouvelle formation enregistre l'EP Major Label Debut (la première parution sur Panic Button Records, un label créé par Ben et John cette année-là) auquel succéda très vite Television City Dream. Leur album suivant, en 1999, Emo, est enregistré par les mêmes membres sauf Zac Damon. En 2000, le groupe engage Phillip Hill comme second guitariste et enregistra ce qui serait le dernier album, Teen Punks In Heat. Après cet album, Screeching Weasel fait sa première apparition sur scène depuis 1993, une prestation de 30 minutes à la House of Blues de Chicago. Le groupe se sépara ensuite pour la troisième fois le 6 juillet 2001.

### Troisième retour (2002–2008)
Depuis la séparation, Ben and Jughead publient tous deux des livres sur le groupe. En 2001, Ben Weasel sort Like Hell, l'histoire d'un groupe de punk fictif appelé The Pagan Icons et de la vie de leur leader, Joe Pagan, qui est en fait le narrateur. Jughead publie Weasels in a Box, histoire réinventée de Screeching Weasel. Les deux livres parurent sur Hope And Nonthings, une maison d'édition dirigée par Jughead. Les membres de Screeching Weasel ont depuis leur séparation fait partie de divers groupes comme: The Methadones, The Mopes, Even in Blackouts, et Sweet Black And Blue. De plus, Ben Weasel a sorti un album solo en 2002 intitulé Fidatevi, et un deuxième, These Ones Are Bitter, en 2007.
En 2004, Ben annule le contrat de Screeching Weasel et de The Riverdales de chez Lookout! Records à la suite de conflits financiers et personnels, et un nouveau est signé chez Asian Man Records. Ben Weasel, Jughead, Dan Vapid, Mass Giorgini et Dan Lumley se retrouvent brièvement en 2004 pour un concert surprise au club The Fireside Bowl à Chicago cependant, aucune réunification future n'est prévue. En 2007, une prestation du groupe est incluse à 924 Gilman, un documentaire sur le célèbre club.

### Quatrième retour (2009–2011)
En mars 2009, Ben Weasel annonce le retour de Screeching Weasel
Weasel révèle ensuite un split avec Jughead. En novembre 2009, Mike Park d'Asian Man Records annonce que le groupe rééditera ses albums.
Le 30 novembre 2010, Ben Weasel participe au Last Call with Carson Daly pour parler de ses problèmes relationnels et de son agoraphobie. Le 15 mars 2011, le groupe annonce son premier album depuis onze ans, First World Manifesto, chez Fat Wreck Chords. Il est produit par Mike Kennerty du groupe The All-American Rejects. Le labe lannonce la réédition du catalogue de Screeching Weasel, des Riverdales, et de Ben Weasel.
Le 18 mars 2011, pendant le South by Southwest Festival auScoot Inn d'Austin, au Texas, Foster donne un coup de poing à une femme dans le public qui lui a jeté sa bière dessus, et craché au visage. Pe ude temps après, une autre femme, supposément la directrice du club, l'attrape par derrière, et Ben lui frappe à deux reprises dans la foulée par erreur. Foster est ensuite jeté par la sécurité hors du club. Le 22 mars, Foster publie des excuses. Le 23 mars, Punknews.org annonce que quatre membres de Screeching Weasel, Dan Schafer, Adam Cargin, Justin Perkins et Drew Fredrichsen, ont quitté le groupe.
Le 31 mars 2011, Weasel annonce l'annulation du Weasel Fest, un événement de trois jours éclébrant le 25e anniversaire de Screeching Weasel qui devait être organisé au Reggie's Rock Club de Chicago.

### Nouvelle formation (depuis 2011)
Malgré des rumeurs de séparation, Screeching Weasel revient avec une nouvelle formation en octobre 2011 au Reggie's Rock Club de Chicago avec The Queers. La formation comprend désormais Ben Weasel au chant, Zac Damon à la guitare, Dave Klein à la basse, Pierre Marche à la batterie, et Mike Hunchback à la guitare rythmique. Un nouvel EP de sept titres, Carnival of Schadenfreude, est enregistré en juillet 2011. Il est aussi produit par Mike Kennerty et publié en novembre 2011 chez Recess Records. En mars 2013, Ben Weasel annonce le départ de Dave Klein pour rejoindre Black Flag. Il est remplacé par le bassiste Zach « Poutine » Brandner.
Un documentaire du groupe devait être réalisé, mais le projet est annulé en 2012, les producteurs relevant un manque de coopération de la part de Foster. Le 13 juillet 2014, Weasel publie une vidéo sur YouTube révélant que deux albums sont en cours ous le titre de Baby Fat et en deux parties. Baby Fat: Act 1 est publié en 2015.

## Style musical
Les textes du groupe reflétaient l'orientation apolitique « anti-tout » de Weasel sur une musique très mélodique et dérivée de celle des Ramones. Comme chez les Ramones, les thèmes tournaient autour des  filles, de la paranoïa, et des problèmes d'anxiété (dont Weasel souffrait). Beaucoup étaient basés sur la relation de Weasel avec sa petite amie de l'époque, Portia.
Pendant leur première reformation, la musique passa du punk traditionnel et hardcore de leurs débuts, à un son plus pop punk. La période musicale intermédiaire du groupe commence avec l'album My Brain Hurts, atteint l'adolescence avec Wiggle et arrive à maturité avec Anthem For a New Tomorrow. Ces albums et plusieurs albums qui suivirent sont caractérisés par des paroles plus complexes. Pendant cette période Ben Weasel collabora fréquemment avec Joe King, leader du groupe The Queers, pour l'écriture des chansons. Grâce à ses articles pour Maximumrocknroll, des fanzines, et ses textes, Ben Weasel est devenu l'un des critiques les plus acerbes de la scène punk. Par exemple, avec la chanson de 1999 Tightrope, Weasel lance une attaque plutôt ciblée contre la glorification de la violence et du  chauvinisme par des groupes « soi-disant classe ouvrière ou street punk ». Plus tard, le groupe Rancid fait une brève référence à cette chanson dans les notes de son album de 2003 , Indestructible.

## Membres

### Membres actuels
- Ben Weasel – chant, guitare (1986–2001, 2004, depuis 2009)
- Zac Damon – guitare, chœurs (1997–1998, depuis 2011)
- Pierre Marche – batterie, percussions (depuis 2011)
- Mike Hunchback – guitare (depuis 2011)
- Zach « Poutine » Brandner - basse (depuis 2013)

### Anciens membres
- Jughead – guitare (1986–2001, 2004)
- Vinnie Bovine – basse (1986–1988)
- Steve Cheese – batterie, percussions (1986–1988)
- Aaron Cometbus – batterie, percussions (1988) (deux concerts)
- Warren Fish – basse (1988–1989)
- Brian Vermin – drums, percussions (1988–1990)
- Dan Vapid – basse, guitare, backing vocals (1989–1994; 1996; 2004; 2009–2011)
- Doug Ward – guitare (1989)
- Dave Naked – basse (1991–1992)
- Scott « Gub » Conway – basse (1992)
- Dan Panic – drums, percussions (1991–1996)
- Johnny Personality – basse (1992)
- Mass Giorgini – basse (1994, 1996–2001, 2004)
- Mike Dirnt – basse (1994)
- Dan Lumley – batterie, percussions (1996–2001, 2004)
- Phillip Hill – guitare (2000–2001)
- Simon Lamb – guitare (2009–2010)
- Justin Perkins – basse (2009–2011)
- Adam Cargin – batterie, percussions (2009–2011)
- Drew Fredrichsen – guitare (2010–2011)
- Dave Klein - basse (2011-2013)